# ألكسندر جورجييف
ألكسندر جورجييف (بالبلغارية: Александър Георгиев)‏ هو لاعب كرة قدم بلغاري في مركز الوسط، ولد في 10 نوفمبر 1997 في تارغوفيشته في بلغاريا. شارك مع منتخب بلغاريا تحت 17 سنة لكرة القدم ومنتخب بلغاريا تحت 19 سنة لكرة القدم. أما مع النوادي، فقد لعب مع نادي ليتكس لوفتش.

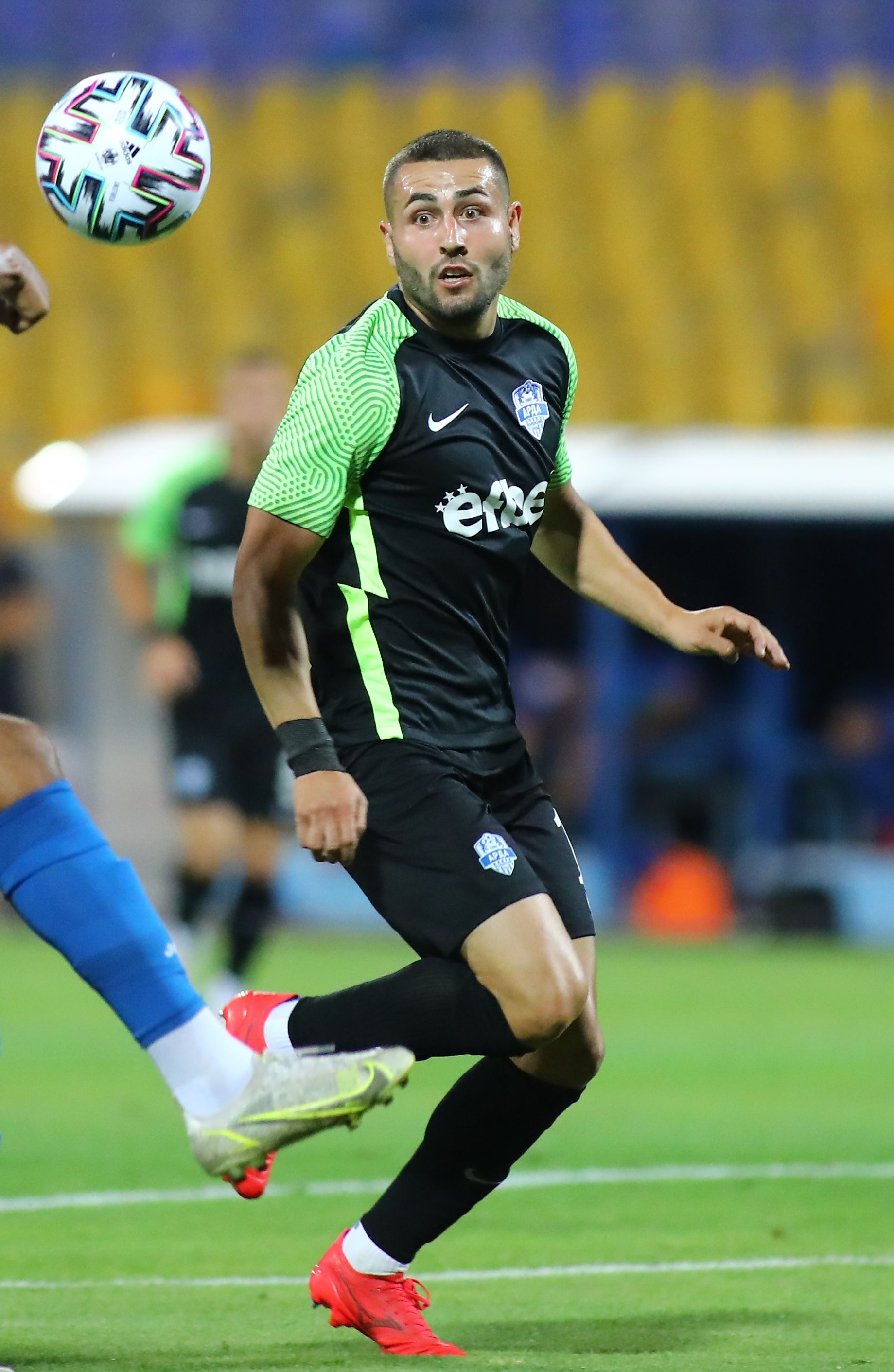

## وصلات خارجية
- ألكسندر جورجييف على موقع قاعدة بيانات كرة القدم.إي يو (الإنجليزية)
- ألكسندر جورجييف على موقع Soccerway.com (الإنجليزية)